# 佐々木修 (指揮者)
佐々木 修（ささき おさむ、1955年1月15日 - ）は、日本の指揮者。

## 生い立ち
- 1955年1月15日、弘前大学名誉教授で疫学者の佐々木直亮の二男として青森県弘前市に生まれる。

## 音楽歴
- 1977年武蔵野音楽大学卒業
- 1977年からオーストリア政府奨学生としてザルツブルク・モーツァルテウム大学指揮科に学び、ヘルベルト・フォン・カラヤン、セルジュ・チェリビダッケ、ゲルハルト・ヴィンベルガーに師事
- 1979年国際カラヤン指揮者コンクール（ベルリン）入賞[1]
- 1981年モーツァルテウム大学指揮科最優秀卒業[2]
- 1981年～1983年モーツァルテウム大学管弦楽団常任指揮者、指揮科講師をつとめる
- 1982年ザルツブルク国際モーツァルト週間に、初の東洋人指揮者として出演。1983年にも同モーツァルト週間で指揮 [3]
- 1983年国際モーツァルテウム財団よりベルンハルト・パウムガルトナーメダルを授与される [4]
- 帰国後、日本各地のオーケストラや合唱を指揮する
- 2006年「おもちゃの交響曲」の真の作曲者として、エトムント・アンゲラーを日本ではじめて紹介。小泉純一郎元総理の著書「音楽遍歴」でも引用された[5]
- 2009年〜2012年 あらかわバイロイトの指揮者[6]
- 2013年〜日本橋オペラ常任指揮者 [7]
- 2015年〜編曲者・編集者・校正者として、室内楽版のオペラやボーカルスコアの批判校正版等をペトルッチ楽譜ライブラリーに提供している [8]
- 2020年佐々木修が編曲をしたワーグナー作曲「トリスタンとイゾルデ」（小オーケストラ版）が、新型コロナウイルスで大規模オーケストラでの上演ができなかったドイツ・ハノーファー国立歌劇場で4回上演される。[9]ハノーファー国立歌劇場は、この年のヨーロッパ最高のオペラハウス(オペラアワード2020)に選出された[10]
- 2021年長崎が舞台のフランスオペラ「お菊さん」を再発見。日本語訳詞を制作、日本初演を指揮する 。[11] また音楽の友 [12]で紹介された
- 2021年日本橋出身の女優川上貞奴の生誕150年を記念して、貞奴の人生とヴェルディの歌劇「椿姫」とを再構築した、歌劇「貞奴姫」を構成・指揮する[13]

## プロデューサー ・プランナー・パーソナリティー
- 1980年代、NHK-FMシンフォニー・コンサート、FM802フロム・サントリーホール等のパーソナリティーをつとめる
- 1990年～1996年『タモリの音楽は世界だ!』（テレビ東京系列）の音楽監修をつとめる
- 1997年〜2002年世界的なキャリアを期待されていたが早世したメゾソプラノ歌手鳴海真希子の留学日記『ジュリアードの風景』[14]を企画・制作
- 1998年日本グルジア文化協会を設立。ジョージア（旧名称：グルジア）文化の紹介と在日ジョージア人のサポートを行う。[15] 2007年駐日ジョージア大使館開設に伴い解散
- 1999年～2009年大阪シンフォニカー（現：大阪交響楽団）のミュージック・プランナー、ITプランナーをつとめる
- 1999年〜『モバイル音楽辞典』[16]を企画・制作。2001年ギガチョイス第2位に入賞する
- 2000年女性の健康サイト『ル～ナ』のビジネスモデル[17]を作り、(株)エムティーアイと共同開発、2000年12月 auの公式メニューとしてスタートする。『ル～ナ』は携帯電話IP接続サービスによる健康管理サイトとしては世界初のコンテンツ。2006年『ルナルナ★女性の医学』に名称変更、2011年まで企画・制作・顧問をつとめる。この間『モバイルプロジェクト・アワード2009』の『モバイルコンテンツ部門』優秀賞を受賞する
- 2004年〜株式会社マエストロを設立、代表取締役社長をつとめる
- 2007年〜ピアニスト長井充のプロデュースを行い、9枚のCD録音[18]やコンサートを企画する。また長井の演奏をYouTube[19]で紹介、演奏はクラシックの現役ピアニストとしては異例の1,000万ビューをカウントしている
- 2020年に日本初演の予定であった歌劇「お菊さん」は、新型コロナウイルスの影響で2021年に延期となった。日本橋オペラでは中止となった2020年に、東京都アートにエールを！、文化庁「文化芸術の継続支援事業」の助成を受けて、3本の動画（歌劇「お菊さん」百人一首編、南無阿弥陀仏編、ゆかりの地〜長崎・竹田を訪問して）[20]を発表、佐々木修が企画・編集、YouTubeで配信している

## エピソード
- 1968年と1969年「車椅子の物理学者」としても知られる、イギリスのスティーヴン・ホーキング博士の母のイゾベル[21]と妹のフィリパが青森県弘前市の佐々木家に滞在。ホーキング家の人々は音楽を愛し、フィリパは隣家で行われていた弘前バロックアンサンブルの練習に飛び入り参加、ピアノを共演した。[22]全くの偶然だが、ホーキング博士の死去（2018年3月14日）の1ヶ月後の同年4月11日に、博士の出身地のオックスフォードで、佐々木の編曲したワーグナー「トリスタンとイゾルデ」（小オーケストラ版）が上演された[23]
- 1982年ザルツブルク国際モーツァルト週間ではじめて指揮者をした際のソリスト（ピアノ）[24]は、現ザルツブルク音楽祭総裁のマルクス・ヒンターホイザー（ドイツ語版）で、現在まで交友がある[25]
- 2008年ロシアのジョージア侵攻に伴う東京での平和行進の日本側呼び掛け人であった
- 2021年5月佐々木修が指揮をした歌劇「お菊さん」は、2020年東京オリンピック・パラリンピック文化プログラム(beyond2020)として開催された。[26]　なおこの公演は、舞台上演としては1929年にケベックで上演されて以来、92年ぶりの世界蘇演であった[27]
- 2021年に上演された歌劇「貞奴姫」は史実に基づき、1985年鹿鳴館、1900年パリ万博、1908年帝国女優養成所[28]開所式を舞台としたほか、川上貞奴の恋人であったが、福沢諭吉の養子となり別離した福沢桃介との関係を、歌劇「椿姫」のヴィオレッタ、アルフレード、ジェルモンに読替えた構成であった[29]